# ¿Por qué? (canción)
«¿Por qué?» es el sencillo debut de la cantante colombiana Miranda, ganadora del programa La Voz Colombia. El sencillo está incluido en su primer álbum de estudio Alma, bajo el sello Universal Music.

## Descripción
Dos meses después de haber ganado el reality La Voz Colombia, recibió como parte de su premio grabar su primer álbum de estudio bajo el sello Universal Music. De este modo compuso al lado de su esposo Andrés Guerrero y de Jesús David Llano la canción que produjo Toby Tobon quien es el guitarrista de Juanes y exintegrante de Ekhymosis, quien además ha trabajado en proyectos de artistas como Santana, Andrés Cepeda, David Bisbal, Diego Torres, entre otros. Miranda cumplió el sueño que tenía desde su paso en "La Soul Band", el de estrenar una canción en la radio nacional. El sencillo desnuda el alma de la cantante, quien le imprimió a su propuesta ritmos como el Soul, un poco de Jazz, claro, sin dejar de lado la influencia del Pop que ha marcado su carrera con "La Soul Band". Según Miranda “El objetivo es mostrar un proyecto desarrollado con el alma y totalmente transparente”.
Líricamente, la canción habla de una relación con muchas dudas, misterios y mentiras; una relación donde una de las partes sembró todas esas cosas y la otra parte dijo ‘no más’. Miranda acostumbra a escribir sus letras en experiencias propias o de sus allegados "En este caso, es la historia de muchas personas, porque sé que se van a sentir identificadas, ya que todos en algún momento daremos en la vida con personas no muy buenas, que nos dejan muchos vacíos y al final nos preguntamos "¿por qué?"
Miranda dice que su música está cargada de mucho sentimiento, con una voz diferente y de un género que aún en Colombia no se escucha mucho. Lo que la artista propone es abrir campo para géneros como el soul y el jazz, pero sin perder la identidad latina.

## Estreno
Miranda lazó una versión acústica en las estaciones radiales de Pop en Colombia, las cuales empezaron a incluir el sencillo en la programación a partir del 8 de abril de 2013. Luego la versión oficial fue puesta a la venta en iTunes lo que la cantante tomó como un gran logro en su carrera.

## Recepción crítica
La Revista Shock catalogó la canción como un éxito cultural de la nueva música clásica en Colombia, puesto que el jazz y el soul no son géneros musicales muy comunes dentro de la cultura del país.
El periódico El Colombiano hablo de la canción como una muestra de la nueva promesa de la nueva música en Colombia y llamó a Miranda como la "Embajadora del soul y el jazz en Colombia", según la imprenta el proyecto de Miranda es desarrollado con el alma y totalmente transparente.
Según el periódico El Mundo, la canción expresa lo que la verdadera música debe transmitir y elogió la capacidad vocal de la cantante. Además agregó que lo que la cantante está haciendo con su trabajo es abrir campo para géneros como el soul y el jazz, pero no ha perdido su identidad latina y ante todo colombiana.

## Presentaciones en vivo
Miranda interpretó su canción en vivo en el concierto de la "Feria De Manizales" en el mismo escenario en el que minutos más tarde se presentaron Alejandro Sanz y Carlos Vives lo que también era parte del premio del concurso. También realizó la interpretación de la versión original del sencillo en el "Festival Alta Voz 2012". También tuvo una participación musical en la entrega de "Premios India Catalina" en Colombia.
La mayoría de presentaciones promocionales que realizó fueron como acto de apertura de la estación radial "Radio Tiempo" emisora más importante de Medellín.

## Posicionamiento en listas
| País     | Lista            | Mejor posición |      |
| 2010     | 2010             | 2010           | 2010 |
| -------- | ---------------- | -------------- | ---- |
| Colombia | Colombia Top 100 | 2              |      |